# 奧爾利夫卡 (列尼區)
45°19′10″N 28°27′2″E / 45.31944°N 28.45056°E

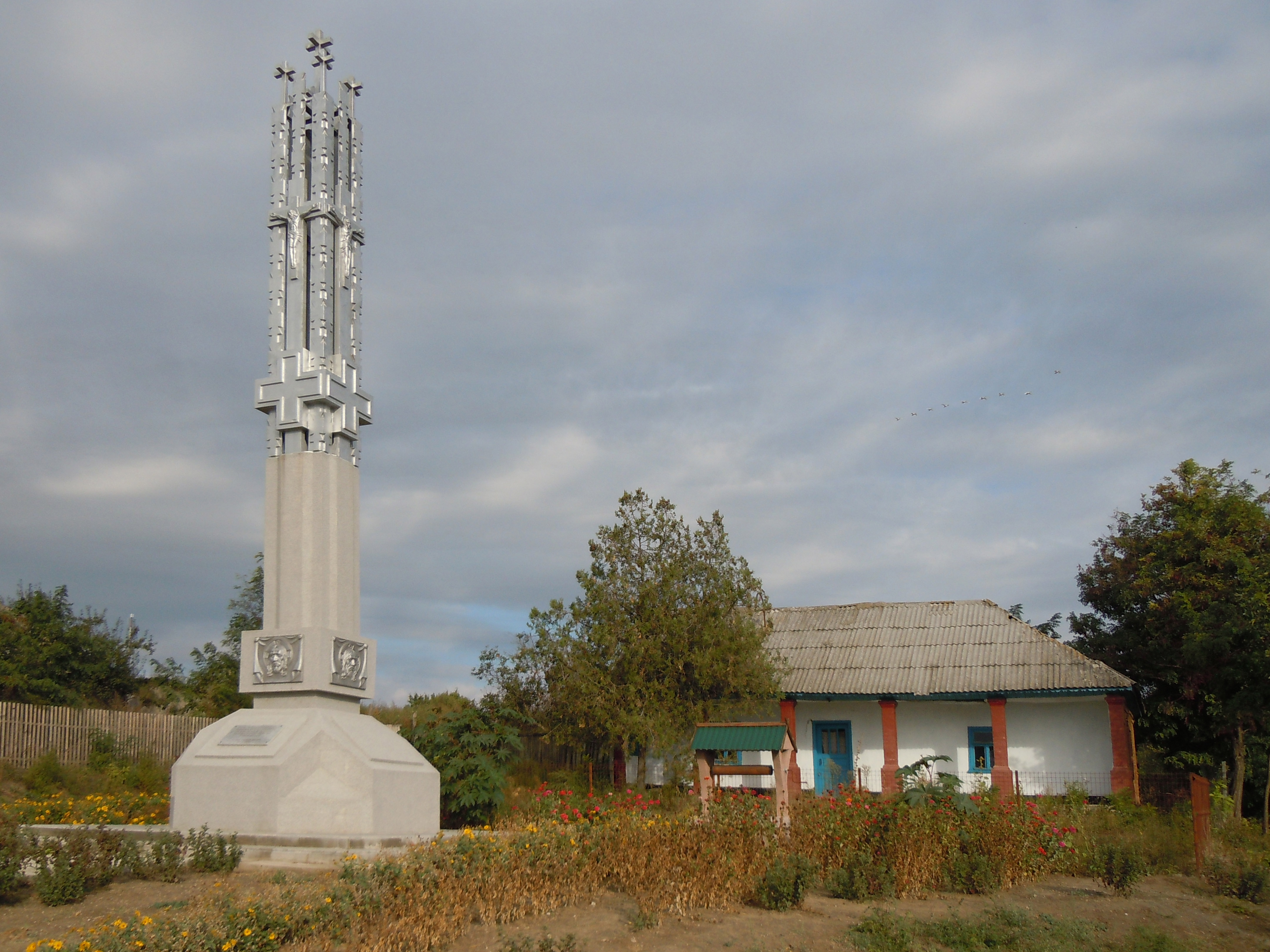

奧爾利夫卡（烏克蘭語：Орлівка）是位於烏克蘭西南部的村莊，由敖德萨州伊茲梅爾區的雷尼市鎮負責管轄。該村始建於1814年，面積3.3平方公里，海拔高度21米，2001年人口3,047，人口密度每平方公里1,463.03人。